# Nagy Dénes (filmrendező)
Nagy Dénes (Budapest, 1980 –) magyar filmrendező, forgatókönyvíró, vágó. Számos rövidfilmet készített, melyek nemzetközi filmfesztiválokra is meghívást kaptak. 2021-ben Természetes fény című első nagyjátékfilmje elnyerte a Berlini Nemzetközi Filmfesztivál legjobb rendezőnek járó Ezüst Medve díját.

## Élete és pályafutása
A Színház- és Filmművészeti Egyetemen végzett 2009-ben rendezői szakon, osztályfőnöke Szász János volt. A Berlini Filmakadémián egy évet tanult. Kovács Éva című rövidfilmjét bemutatta a Tampere Rövidfilm Fesztivál (2006), a Russian Playgroundot a Cannes-i Kritikusok Hetén vetítették (2009), Vmeste (Együtt) című rövidfilmjét 2008-ban a Magyar Filmkritikusok díjazták, a 38. Magyar Filmszemlén pedig elnyerte a legjobb rövidfilmrendezőnek járó díjat. Lágy eső című rövidfilmje a portugál Curtas nemzetközi filmfesztiválon megkapta a legjobb fikciós rövidfilm díját.

## Filmjei
- 2004 – 2003 November (kisfilm)
- 2006 – Együtt (kisfilm)
- 2006 – Vakáció (kisfilm) (rendezőasszisztens)
- 2008 – Russian Playground (rövid dokumentumfilm)
- 2009 – Cinetrain: Where Does Europe End? (dokumentumfilm)
- 2009 – Berlinskaya Fuga (kisfilm)
- 2010 – Riport (kisfilm)
- 2013 – Lágy eső (kisfilm)
- 2013 – Másik Magyarország (dokumentumfilm)
- 2015 – Seb (dokumentumfilm)
- 2021 – Természetes fény

## Főbb díjak, elismerések
- 2007 : 38. Magyar Filmszemle – rendezői különdíj – Együtt „a két testvér találkozásának és elválásának érzékeny bemutatásáért”
- 2008 : Magyar Filmkritikusok Díja – legjobb kisjátékfilm díja – (Együtt)
- 2014 : Magyar Filmkritikusok Díja – legjobb dokumentumfilm – (Másik Magyarország)
- 2014 : Magyar Filmkritikusok Díja – legjobb kisjátékfilm – (Lágy eső)
- 2021 : Berlini Nemzetközi Filmfesztivál – Ezüst Medve díj a legjobb rendezőnek – (Természetes fény)
- 2021 : Magyar Mozgókép Díj – legjobb forgatókönyvíró – (Természetes fény)
- 2021 : Arany Szimurg a legjobb filmnek – Fajr Nemzetközi Filmfesztivál (Teherán)